# Ontsluiting (planologie)
Ontsluiting binnen de context van de planologie, stedenbouw, bosbouw en verkeerskunde wil zeggen dat een gebied een zekere mate van toegankelijkheid bezit voor een bepaalde doelgroep. 
Voordat een gebied kan worden ontsloten zijn infrastructurele ingrepen nodig, al dan niet ondersteund door juridische regelingen. Wegen die voor dit doel worden aangelegd heten ontsluitingswegen. Deze wegen staan gezamenlijk bekend als een ontsluitingsroute.
De ontsluiting van een gebied (een woonwijk, een stadscentrum, een stad of een haven) kan slecht, matig of goed zijn (voor bijvoorbeeld langzaam verkeer, personenverkeer of vrachtverkeer). De kwalificatie van de mate van ontsluiting is een kwalitatieve terminologie, die enigszins concreet kan worden gemaakt door deze te koppelen met de wegcapaciteit en de te beschouwen tijdsperiode.